# Komanmeer
Het Komanmeer (Albanees: Liqeni i Komanit) is een stuwmeer aan de Drinrivier tussen de Albanese dorpen Breglumë en Fierzë enerzijds en Koman anderzijds. Het meer maakt net zoals het stroomopwaarts gelegen Fierzëmeer en het stroomafwaartse Vau i Dejësmeer deel uit van een grootscheeps hydro-elektrisch systeem dat door het communistisch regime werd uitgebouwd.
In het Komanmeer ligt een klein eiland, Paqe.

## Dam
Het water van het Komanmeer wordt tegengehouden door een dam in Koman die tussen 1980 en 1988 is gebouwd. De dam is 115 meter hoog en heeft een volume van 600.000 m³. Aan de noordkant van het meer in Fierzë ligt de dam die op zijn beurt het Fierzëmeer stuwt.

## Veerdienst

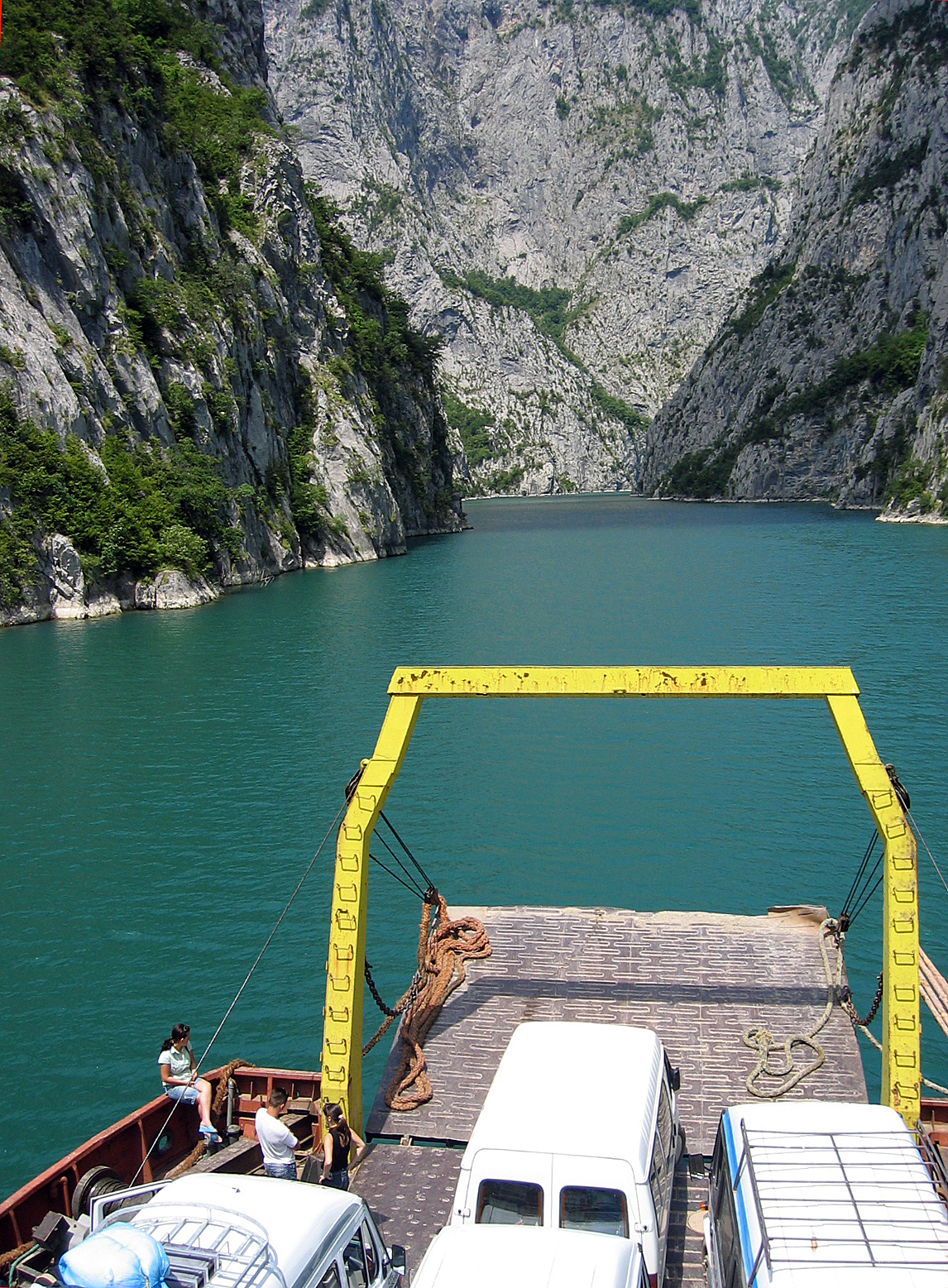
Aan boord van de veerpond

Voor het hele district Tropojë in de prefectuur Kukës was de veerdienst over het Komanmeer tot 2010 de enige aangewezen verbinding met de rest van het land. Deze veerdienst, die twee uur in beslag neemt, vaart een tot tweemaal daags tussen Breglumë en Koman en werd tot dat jaar met name gebruikt door de minibussen die Bajram Curri met Tirana verbinden. Voor Tirana is het traject over de weg, via Kosovo, tegenwoordig korter in tijd, en onder de mensen met die bestemming bevinden zich dan ook voornamelijk toeristen. Voor minibussen en vrachtwagens met bestemming Lezhë of Shkodër is de veerdienst wel nog aangewezen.
De veerpont baant zich een weg door een reeks smalle kloven en is vanwege de daarmee gepaard gaande vergezichten — de steile rotswanden worden door reisgidsenauteurs weleens met de Noorse fjorden vergeleken — bij toeristen populair. Kleinere vaartuigen brengen de mensen naar afgelegen dorpen die vaak hoog boven de rivier liggen maar ook enkel op deze manier te bereiken zijn.